# Bathygadus nipponicus
Bathygadus nipponicus är en fiskart som först beskrevs av Jordan och Gilbert, 1904.  Bathygadus nipponicus ingår i släktet Bathygadus och familjen skolästfiskar. Inga underarter finns listade.